# 17 Hertz Studio
17 Hertz Studio (wcześniej One on One Recording) – amerykańskie studio nagraniowe zlokalizowane w centrum dzielnicy Los Angeles, NoHo Arts District. W obiekcie zrealizowano takie albumy, jak: …And Justice for All (1988) i Black Album (1991) Metalliki, The Ritual (1992) Testamentu, Dirt (1992) Alice in Chains, Awake (1994) Dream Theater czy Psycho Circus (1998) Kiss.

## Historia
17 Hertz Studio, zlokalizowane w dzielnicy NoHo Arts District w Los Angeles, zostało założone w 1972 przez Jima Davida, syna autora tekstów Hala Davida, znanego z wieloletniej współpracy z Burtem Bacharachem. Pierwotnie pod nazwą One on One Recording, powstało w miejscu dawnego domu towarowego z lat 50. XX wieku. Począwszy od pierwszej połowy lat 70., One on One Recording było przez dwie dekady jednym z bardziej prestiżowych miejsc do nagrywania albumów muzycznych, a mieszczące się w nim Studio A cieszyło się szczególną reputacją, dostarczając jednego z najlepszych brzmień perkusji w Los Angeles.
One on One Recording cenione było w kręgach muzycznych po nagraniu, uchodzącego dziś za kultowy, albumu studyjnego Black Album (1991) zespołu Metallica, który uzyskał od Recording Industry Association of America (RIAA) certyfikat 16-krotnej platyny, stając się jedną z najlepiej sprzedawanych płyt muzycznych wszech czasów.
W 1993 japoński muzyk Yoshiki Hayashi, perkusista heavymetalowego zespołu X Japan, chciał zarezerwować czas w studiu, lecz obiekt, z uwagi na napięty terminarz nagrań, był niedostępny przez rok. Hayashi zdecydował się na kupno całego studia, aby móc uzyskać szybszy dostęp do przestrzeni roboczej. Miejsce przemianowano na Extasy Recording Studios i przez wiele lat służyło jako prywatne miejsce do nagrań. Studio B zostało dodane do kompleksu pod koniec lat 90. przez Richarda Landisa, który zaprojektował je jako kopię swego prywatnego domowego studia The Grey Room.
W 2012 grupa skupiona wokół dyrektora generalnego Jasona Gluza oraz producenta i menedżera Luke’a Sancheza przejęła studio, przebudowując cały obiekt od podstaw i zmieniając nazwę na 17 Hertz Studio (podobnie jak znacznie mniejsze studio, które prowadzili w Hayward w stanie Kalifornia, położone na południe od Oakland w rejonie San Francisco).

## Artyści nagrywający w studiu
Wśród artystów nagrywających swoje płyty w studiu byli m.in.: Alice in Chains, Bon Jovi, Donna Summer, Dream Theater, Fishbone, Heart, Kiss, Metallica, Mötley Crüe, Rod Stewart, Sammy Hagar i Testament.